# Maria Josep Estanyol i Fuentes
Maria Josep Estanyol i Fuentes (Barcelona, 1950) is een Catalaanse wetenschapper, gespecialiseerd in de het fenicisch en het punisch alsook in de geschiedenis van de Joodse gemeenschappen in het middeleeuwse Catalonië. Van 1974 tot 2018 doceerde ze aan de Universiteit van Barcelona aan de afdeling Semitische filologie van de faculteit Wijsbegeerte en Letteren. Sedert ze in 2018 bevorderd werd tot emeritaat, geeft ze er nog steeds gastcolleges, bij gebrek aan opvolger.
Haar onderzoek spitste zich toe op de filologie en de epigrafie van de Feniciërs, de studie van het jodendom en de geschiedenis van de joden in Catalonië, zowel uit historisch als filologisch standpunt alsook de archeologie van Palestina. 
Onder haar belangrijkste filologische werken is er Vocabulario Fenicio (1980, Fenicische woordenschat, in het Castiliaans), Dictionari abreujat fenici-català (1997) (beknopt Fenicisch-Catalaans woordenboek) en de Gramàtica fenícia (1996). Haar historische studie Els jueus catalans (de Catalaanse Joden) uit 2010 is een standaardwerk over de wisselvallige verhouding van de middeleeuwse Catalaanse graven en koningen met de Joodse gemeenschap in het algemeen en met de Joodse intelligentsia in het bijzonder.
Ze is lid van de l'Associació d'Escriptors en Llengua Catalana (AELC of vereniging van schrijvers in het Catalaans), de Catalaanse Vereniging voor Joodse Studies en het Institut d'Estudis Món Juïc (onderzoeksinstituut over de Joodse wereld). Ze is voorzitster van de Xarxa de Calls, het netwerk van een twintigtal Catalaanse gemeenten met een belangrijke call, Catalaans voor een – voormalige – joodse wijk, met hun zeer interessante architectuur en ondanks de uitdrijving in 1492 door de intolerante Katholieke Koningen nog steeds zeer veel sporen van een rijk cultureel leven.